# Geneviève Gavignaud-Fontaine
Geneviève Gavignaud-Fontaine (Sant Pau de Fenollet, 18 de juliol de 1947 és una historiadora i acadèmica nord-catalana. El 1969 es va llicenciar en història a la Universitat de Montpellier, en la que va començar a treballar com a professora agregada el 1970 i com a professora titular de 1975 fins a la seva jubilació el 2015. El 1980 es va doctorar en lletres i ciències humanes a la Universitat París I Panthéon-Sorbonne, i entre 1980 i 1981 fou professora visitant a Davidson (Carolina del Nord), on va concebre el concepte de revolució rural. Així ha investigat la història del Llenguadoc i el Rosselló pel que fa a la propietat de la terra i el preu del vi, les lluites dels vinyataires i la transformació rural de la societat occidental.

## Obres
- Considérations économiques chrétiennes de saint Paul aux temps actuels, Paris, Boutique de l'Histoire éditions, 2009.
- Les Catholiques et l'économie-sociale en France, XII-XX siècle, Paris, Les Indes Savantes/La Boutique de l'Histoire, 2011.
- Marchés sans justice, ruines sociales. Refonder les libertés économiques sur la justice, Paris, Les Indes Savantes/La Boutique de l'Histoire, 2013.
- Justice dans les relations économiques et justice sociale. Sources morales et ruptures historiques, Paris, Les Indes Savantes/La Boutique de l'Histoire, 2017.
- La Propriété en Roussillon, Structures et conjoncture agraires, XVIII-XXème siècle, Thèse Paris I Panthéon-Sorbonne, A.N.R.T. Lille III, 1980.
- La Révolution rurale. Essai à partir du cas américain (U.S.A.), Le Coteau, Horvath, 1983. Préface de Robert Laurent.
- Les Campagnes en France, Paris, Ophrys, 1990, T1, le XIXème siècle; T2, le XXème siècle.
- La Révolution rurale dans la France contemporaine, XVIII-XXème siècle, Paris, L'Harmattan, 1996.
- Propriété et société rurale en Europe, les doctrines à l'épreuve de l'histoire sociale française (années 1780-1920), Nantes, Les Éditions du Temps, 2005.
- Villageois sans agriculture! Observations sur la société rurale contemporaine, Montpellier, Publications de la Méditerranée, 2007.
- Propriétaires-viticulteurs en Roussillon. Structures, Conjonctures, Société, XVIII-XXe siècle, Paris, Publications de la Sorbonne, 1983, 2 tomes Adaptation de la thèse, Préface de Jean Bouvier.
- Caractères historiques du vignoble en Languedoc et Roussillon, Montpellier, Publications Universitaires de la Méditerranée, 1997.
- Les Caves coopératives dans le vignoble du Languedoc-Roussillon, Montpellier, Publications Universitaires de la Méditerranée, 2001; Montpellier, Vignerons Coopérateurs, 2002, 52 p.
- Vignobles du Sud, XVI-Plantilla:XXe siècle, Actes du colloque du Centre d'Histoire moderne et contemporaine de l'Europe méditerranéenne et de ses périphéries, Montpellier, Publications Universitaires de la Méditerranée, 2003, en collaboration avec Henri Michel.
- Vignerons, Montpellier, Publications Universitaires de la Méditerranée, 2005.- Le Vin en Languedoc et Roussillon, de la tradition aux mondialisations 16-Plantilla:21e siècle, Perpignan, Trabucaïre, 2007, en collaboration avec Gilbert Larguier.
- Terroirs et marchés des vins dans un siècle de crises. Languedoc et Roussillon, 1907-2007, Montpellier, Publications Universitaires de la Méditerranée, 2012.
- Le Cours des vins en Catalogne et Languedoc-Roussillon. Fluctuations et portée des prix dans le temps long de l'histoire (direction des Actes de la Journée d'études de 2011), Toulouse, Annales du Midi, n° 281, janvier-mars 2013.
- Corps intermédiaires vignerons et marchands en Languedoc 1704-1939, ouvrage collectif (avec G. Larguier et alii), Presses Universitaires de Perpignan, 2016.
- Civilisations populaires du Languedoc et du Roussillon, Le Coteau, Horvath, 1982, Plantilla:2e, 1990, ouvrage collectif sous la direction de Gérard Cholvy.
- La Révolution française dans le Languedoc méditerranéen, Toulouse, Privat, 1987, en collaboration avec Robert Laurent.
- Saint-Paul et les Fenouillèdes, les racines de leur histoire, Montpellier, Orpèges, 2011, Plantilla:2e 2012.
- Le « Chapitre » de Saint-Paul-de-Fenouillet, histoire et rayonnement spirituel, œuvres d'art, Montpellier, Orpèges, 2013, en collaboration avec Lucien Bayrou et Michèle François.